# Иванов, Дмитрий Сергеевич (боксёр)
Дмитрий Сергеевич Иванов (24 июня 1983, Череповец) — российский боксёр-любитель. Призёр чемпионатов России по боксу, Мастер спорта России международного класса.

## Биография
Родился в Череповце. Боксом занимается с 1995 года.
Тренеры — Сергей Васильевич Иванов, Виктор Васильевич Супрун.
В октябре 2014 года стал директором МАУ «Физкультура и спорт» в Череповце.

## Любительская карьера

### Чемпионат России 2004
В 1/16 финала победил Алексея Астахова. В 1/8 финала проиграл Осману Аташеву.

### Чемпионат России 2005
В четвертьфинале проиграл Алексею Астахову.

### Чемпионат России 2006
В отборочном раунде проиграл Алексею Астахову.

### Чемпионат России 2007
В отборочном раунде победил Антона Алексеева. В четвертьфинале победил вице-чемпиона Европы 2006 Олега Комиссарова. В полуфинале победил Максима Коптякова. В финале проиграл Андрею Баланову. Иванов завоевал серебряную медаль, которая стала для него первой наградой на высшем уровне.

### Матчевые встречи Россия — США
Принял участие в матчевых встречах против сборной США. 24 февраля 2008 года проиграл чемпиону мира 2007 Деметриусу Андраде со счётом 12:20. 29 февраля снова встретился с Андраде. На этот раз Иванов победил со счётом 12:10.

### Борьба за путёвку наОлимпиаду 2008
Дмитрий Иванов был кандидатом в сборную России для участия в Олимпийских играх 2008. В марте 2008 года был проведён боевой спарринг между Ивановым и его главным конкурентом в борьбе за путёвку на Олимпиаду — Андреем Балановым. Баланов одержал победу.

### Чемпионат России 2008
В 1/8 финала победил Гамзата Газалиева. В четвертьфинале победил Алексея Украинца. В полуфинале победил Алексея Астахова. В финале проиграл Александру Ракислову.

### Чемпионат России 2009
В 1/8 финала проиграл Алексею Карпову.

## Боксёрские титулы

### Любительские
- 2007.  Призёр чемпионата России в полусреднем весе.
- 2008.  Призёр чемпионата России в полусреднем весе.